# Фреди Грозника
„Фреди Грозника“ (на датски: Orla Frøsnapper) е датски компютърно анимиран филм на режисьора Питър Дод, и е базиран на едноименната книга, написана от Оле Лънд Киркегаард.

## В България
В България филмът излиза по кината на 10 февруари 2012 г. от „Про Филмс“. Ролите се озвучават от Петър Бонев, Надежда Панайотова, Диян Русев, Стоян Цветков, Таня Михайлова и Николай Върбанов. Преводът е на Николина Петрова.